# Cantonul Quesnoy-sur-Deûle
Cantonul Quesnoy-sur-Deûle este un canton din arondismentul Rijsel, departamentul Nord, regiunea Nord-Pas-de-Calais, Franța.

## Comune
- Deulemonde (Deûlémont)
- Komen (Comines)
- Lompret
- Pérenchies
- Quesnoy-sur-Deûle (Kiezenet) (reședință)
- Verlinghem (Everlingem)
- Waasten (Warneton)
- Zuid-Wervik (Wervicq-Sud)